# Песиков, Владимир Симонович
Владимир Симонович Песиков (род. 31 декабря 1939 года, Ленинград, РСФСР, СССР) — советский и российский художник, академик Российской академии художеств (2011). Народный художник Российской Федерации (2002). Заслуженный деятель искусств Российской Федерации (1992).

## Биография
Родился 31 декабря 1939 года в Ленинграде, где живёт и работает.
В 1958 году — окончил среднюю художественная школа при Институте живописи, скульптуры и архитектуры им. И. Е. Репина (ИЖСА), в 1964 году — окончил ИЖСА (мастерская А. А. Мыльникова), в 1967 году — аспирантуру там же.
В 1992 году — присвоено учёное звание профессора.
В 2006 году — избран членом-корреспондентом, в 2011 году — академиком Российской академии художеств от Отделения живописи.
С 1965 года — ведет преподавательскую деятельность в ИЖСА, с 2004 года — проректор по учебной работе.

## Творческая деятельность
Основные произведения: «Причал на Онеге» (1965), «Новгород, Софийская сторона» (1969), «Портрет сталеваров Кировского завода» (1971), «Софийский собор в Новгороде» (1974), «Дрезден. Пристань» (1976), «Флоренция. Понте Веккио» (1978), «Год 1919-й» (1985), «Ста¬рая Ладога. Крепость» (1987), «Холодный день» (1989), «Китайская деревня» (1991), «Берёзы на Академической даче» (1993), «Кирилло-Белозерский монастырь» (1995), «Жёлтое море» (1999), «Китай. Мо¬настырь в горах» (2000), «Лодейное поле» (2001), «Вечер. На Свири» (2003), а также панно «Дружба народов» (темпера, 1972, Чиркейская ГЭС, Дагестан).
Автор публикаций: «Эскиз композиции в рисунке. Учебное пособие», «Учебный рисунок» (М., 1989).

## Награды
- Народный художник Российской Федерации (2002)[1].
- Заслуженный деятель искусств Российской Федерации (1992)[2].
- Почётная грамота Президента Российской Федерации (2015)[3].